# Liste des Premiers ministres de Turquie
Pour un article plus général, voir Premier ministre de Turquie.
Ceci est la liste des Premiers ministres de Turquie.

## Durant la guerre d'indépendance de Turquie
|   | Nom                 | Prend ses fonctions | Quitte ses fonctions | Parti dirigeant             |
| 1 | Mustafa Kemal Pacha | 3 mai 1920          | 24 janvier 1921      | Parti républicain du peuple |
| 2 | Mustafa Fevzi Pacha | 24 janvier 1921     | 9 juillet 1922       | Parti républicain du peuple |
| 3 | Hüseyin Rauf Bey    | 12 juillet 1922     | 4 août 1923          | Parti républicain du peuple |
| 4 | Ali Fethi Bey       | 14 août 1923        | 27 octobre 1923      | Parti républicain du peuple |

## République de Turquie
|    | Premier ministre       | Gouvernement     | Début             | Fin               | Parti dirigeant                  |
| -- | ---------------------- | ---------------- | ----------------- | ----------------- | -------------------------------- |
| 1  | İsmet İnönü            | 1er gouvernement | 30 octobre 1923   | 6 mars 1924       | Parti républicain du peuple      |
|    | İsmet İnönü            | 2e gouvernement  | 6 mars 1924       | 22 novembre 1924  | Parti républicain du peuple      |
| 2  | Ali Fethi Okyar        | 1er gouvernement | 22 novembre 1924  | 4 mars 1925       | Parti républicain du peuple      |
| 3  | İsmet İnönü            | 3e gouvernement  | 4 mars 1925       | 1er novembre 1927 | Parti républicain du peuple      |
|    | İsmet İnönü            | 4e gouvernement  | 1er novembre 1927 | 27 septembre 1930 | Parti républicain du peuple      |
|    | İsmet İnönü            | 5e gouvernement  | 27 septembre 1930 | 4 mai 1931        | Parti républicain du peuple      |
|    | İsmet İnönü            | 6e gouvernement  | 4 mai 1931        | 1er mars 1935     | Parti républicain du peuple      |
|    | İsmet İnönü            | 7e gouvernement  | 1er mars 1935     | 25 octobre 1937   | Parti républicain du peuple      |
| 4  | Celal Bayar            | 1er gouvernement | 25 octobre 1937   | 11 novembre 1938  | Parti républicain du peuple      |
|    | Celal Bayar            | 2e gouvernement  | 11 novembre 1938  | 25 janvier 1939   | Parti républicain du peuple      |
| 5  | Refik Saydam           | 1er gouvernement | 25 janvier 1939   | 3 avril 1939      | Parti républicain du peuple      |
|    | Refik Saydam           | 2e gouvernement  | 3 avril 1939      | 8 juillet 1942    | Parti républicain du peuple      |
|    | Ahmet Fikri Tüzer      | intérim *        | 8 juillet 1942    | 9 juillet 1942    | Parti républicain du peuple      |
| 6  | Şükrü Saracoğlu        | 1er gouvernement | 9 juillet 1942    | 9 mars 1943       | Parti républicain du peuple      |
|    | Şükrü Saracoğlu        | 2e gouvernement  | 9 mars 1943       | 7 août 1946       | Parti républicain du peuple      |
| 7  | Mehmet Recep Peker     | 1er gouvernement | 7 août 1946       | 10 septembre 1947 | Parti républicain du peuple      |
| 8  | Hasan Saka             | 1er gouvernement | 10 septembre 1947 | 10 juin 1948      | Parti républicain du peuple      |
|    | Hasan Saka             | 2e gouvernement  | 10 juin 1948      | 16 janvier 1949   | Parti républicain du peuple      |
| 9  | Şemsettin Günaltay     | 1er gouvernement | 16 janvier 1949   | 22 mai 1950       | Parti républicain du peuple      |
| 10 | Adnan Menderes         | 1er gouvernement | 22 mai 1950       | 9 mars 1951       | Parti démocrate                  |
|    | Adnan Menderes         | 2e gouvernement  | 9 mars 1951       | 17 mai 1954       | Parti démocrate                  |
|    | Adnan Menderes         | 3e gouvernement  | 17 mai 1954       | 9 décembre 1955   | Parti démocrate                  |
|    | Adnan Menderes         | 4e gouvernement  | 9 décembre 1955   | 25 novembre 1957  | Parti démocrate                  |
|    | Adnan Menderes         | 5e gouvernement  | 25 novembre 1957  | 27 mai 1960       | Parti démocrate                  |
| 11 | Cemal Gürsel           | 1er gouvernement | 27 mai 1960       | 5 janvier 1961    | Gouvernement militaire           |
|    | Cemal Gürsel           | 2e gouvernement  | 5 janvier 1961    | 30 octobre 1961   | Gouvernement militaire           |
| 12 | Emin Fahrettin Özdilek | 1er gouvernement | 30 octobre 1961   | 20 novembre 1961  | Gouvernement de transition       |
| 13 | İsmet İnönü            | 8e gouvernement  | 20 novembre 1961  | 25 juin 1962      | Parti républicain du peuple      |
|    | İsmet İnönü            | 9e gouvernement  | 25 juin 1962      | 25 décembre 1963  | Parti républicain du peuple      |
|    | İsmet İnönü            | 10e gouvernement | 25 décembre 1963  | 20 février 1965   | Parti républicain du peuple      |
| 14 | Ali Suat Hayri Ürgüplü | 1er gouvernement | 20 février 1965   | 27 octobre 1965   | Gouvernement d'union nationale   |
| 15 | Süleyman Demirel       | 1er gouvernement | 27 octobre 1965   | 3 novembre 1969   | Parti de la justice              |
|    | Süleyman Demirel       | 2e gouvernement  | 3 novembre 1969   | 6 mars 1970       | Parti de la justice              |
|    | Süleyman Demirel       | 3e gouvernement  | 6 mars 1970       | 26 mars 1971      | Parti de la justice              |
| 16 | Nihat Erim             | 1er gouvernement | 26 mars 1971      | 11 décembre 1971  | Gouvernement d'union nationale   |
|    | Nihat Erim             | 2e gouvernement  | 11 décembre 1971  | 17 avril 1972     | Gouvernement d'union nationale   |
|    | Ferit Melen            | intérim          | 17 avril 1972     | 22 mai 1972       | Gouvernement d'union nationale   |
| 17 | Ferit Melen            | 1er gouvernement | 22 mai 1972       | 15 avril 1973     | Gouvernement de transition       |
| 18 | Naim Talu              | 1er gouvernement | 15 avril 1973     | 26 janvier 1974   | Gouvernement de transition       |
| 19 | Bülent Ecevit          | 1er gouvernement | 26 janvier 1974   | 17 novembre 1974  | Parti républicain du peuple      |
| 20 | Sadi Irmak             | 1er gouvernement | 17 novembre 1974  | 31 mars 1975      | Gouvernement de transition       |
| 21 | Süleyman Demirel       | 4e gouvernement  | 31 mars 1975      | 21 juin 1977      | Parti de la justice              |
| 22 | Bülent Ecevit          | 2e gouvernement  | 21 juin 1977      | 21 juillet 1977   | Parti républicain du peuple      |
| 23 | Süleyman Demirel       | 5e gouvernement  | 21 juillet 1977   | 5 janvier 1978    | Parti de la justice              |
| 24 | Bülent Ecevit          | 3e gouvernement  | 5 janvier 1978    | 12 novembre 1979  | Parti républicain du peuple      |
| 25 | Süleyman Demirel       | 6e gouvernement  | 12 novembre 1979  | 12 septembre 1980 | Parti de la justice              |
|    |                        | Vacant           | 12 septembre 1980 | 21 septembre 1980 | Coup d'État de 1980              |
| 26 | Bülend Ulusu           | 1er gouvernement | 21 septembre 1980 | 13 décembre 1983  | Gouvernement militaire           |
| 27 | Turgut Özal            | 1er gouvernement | 13 décembre 1983  | 21 décembre 1987  | Parti de la mère patrie          |
|    | Turgut Özal            | 2e gouvernement  | 21 décembre 1987  | 31 octobre 1989   | Parti de la mère patrie          |
|    | Ali Bozer              | intérim          | 31 octobre 1989   | 9 novembre 1989   | Parti de la mère patrie          |
| 28 | Yıldırım Akbulut       | 1er gouvernement | 9 novembre 1989   | 23 juin 1991      | Parti de la mère patrie          |
| 29 | Mesut Yılmaz           | 1er gouvernement | 23 juin 1991      | 20 novembre 1991  | Parti de la mère patrie          |
| 30 | Süleyman Demirel       | 7e gouvernement  | 20 novembre 1991  | 16 mai 1993       | Parti de la juste voie           |
|    | Erdal İnönü            | intérim          | 16 mai 1993       | 25 juin 1993      | Parti social-démocrate populaire |
| 31 | Tansu Çiller           | 1er gouvernement | 25 juin 1993      | 5 octobre 1995    | Parti de la juste voie           |
|    | Tansu Çiller           | 2e gouvernement  | 5 octobre 1995    | 30 octobre 1995   | Parti de la juste voie           |
|    | Tansu Çiller           | 3e gouvernement  | 30 octobre 1995   | 6 mars 1996       | Parti de la juste voie           |
| 32 | Mesut Yılmaz           | 2e gouvernement  | 6 mars 1996       | 28 juin 1996      | Parti de la mère patrie          |
| 33 | Necmettin Erbakan      | 1er gouvernement | 28 juin 1996      | 30 juin 1997      | Parti du bien-être               |
| 34 | Mesut Yılmaz           | 3e gouvernement  | 30 juin 1997      | 11 janvier 1999   | Parti de la mère patrie          |
| 35 | Bülent Ecevit          | 4e gouvernement  | 11 janvier 1999   | 28 mai 1999       | Parti de la gauche démocratique  |
|    | Bülent Ecevit          | 5e gouvernement  | 28 mai 1999       | 18 novembre 2002  | Parti de la gauche démocratique  |
| 36 | Abdullah Gül           | 1er gouvernement | 18 novembre 2002  | 14 mars 2003      | AKP                              |
| 37 | Recep Tayyip Erdoğan   | 1er gouvernement | 14 mars 2003      | 28 août 2007      | AKP                              |
|    | Recep Tayyip Erdoğan   | 2e gouvernement  | 28 août 2007      | 6 juillet 2011    | AKP                              |
|    | Recep Tayyip Erdoğan   | 3e gouvernement  | 6 juillet 2011    | 28 août 2014      | AKP                              |
|    | Ahmet Davutoğlu        | intérim          | 28 août 2014      | 29 août 2014      | AKP                              |
| 38 | Ahmet Davutoğlu        | 1er gouvernement | 29 août 2014      | 28 août 2015      | AKP                              |
|    | Ahmet Davutoğlu        | 2e gouvernement  | 28 août 2015      | 24 novembre 2015  | AKP                              |
|    | Ahmet Davutoğlu        | 3e gouvernement  | 24 novembre 2015  | 24 mai 2016       | AKP                              |
| 39 | Binali Yıldırım        | 1er gouvernement | 24 mai 2016       | 9 juillet 2018    | AKP                              |

- Le ministre de l'Intérieur Ahmet Fikri Tüzer fut Premier ministre pour un jour avant que le 13e gouvernement soit formé sous la présidence de Şükrü Saracoğlu élu le 9 juillet 1942.

| Légende : | CHP | DP | AP | ANAP | DYP | RP | DSP | AKP |